# Чемпіонат світу з футболу 2022 (кваліфікаційний раунд, УЄФА, група D)
Група D кваліфікації УЄФА Чемпіонату світу з футболу 2022 — одна з 10 груп УЄФА у кваліфікації чемпіонату світу для визначення команд, які пройдуть до чемпіонату світу 2022 у Катарі. Група D складається з 5 команд: Боснія і Герцеговина, Казахстан, Україна, Фінляндія та Франція.. Команди зіграють одна з одною вдома та на виїзді за круговою системою.
Переможець групи потрапить напряму до чемпіонату світу, а 2-е місце пройде до другого раунду (плей-оф) кваіфікації.

## Турнірна таблиця
| Поз | Команда              | І | В | Н | П | ГЗ | ГП | РГ  | О  | Кваліфікація                          |     | Франція | Україна | Фінляндія | Боснія і Герцеговина | Казахстан |
| --- | -------------------- | - | - | - | - | -- | -- | --- | -- | ------------------------------------- | --- | ------- | ------- | --------- | -------------------- | --------- |
| 1   | Франція              | 8 | 5 | 3 | 0 | 18 | 3  | +15 | 18 | Кваліфікація до Чемпіонату світу 2022 |     | —       | 1:1     | 2:0       | 1:1                  | 8:0       |
| 2   | Україна              | 8 | 2 | 6 | 0 | 11 | 8  | +3  | 12 | Проходять до плей-оф                  |     | 1:1     | —       | 1:1       | 1:1                  | 1:1       |
| 3   | Фінляндія            | 8 | 3 | 2 | 3 | 10 | 10 | 0   | 11 |                                       |     | 0:2     | 1:2     | —         | 2:2                  | 1:0       |
| 4   | Боснія і Герцеговина | 8 | 1 | 4 | 3 | 9  | 12 | −3  | 7  |                                       | 0:1 | 0:2     | 1:3     | —         | 2:2                  |           |
| 5   | Казахстан            | 8 | 0 | 3 | 5 | 5  | 20 | −15 | 3  |                                       | 0:2 | 2:2     | 0:2     | 0:2       | —                    |           |

## Матчі
Час вказано в EET/EEST (київський час) (місцевий час, якщо відрізняється, вказано в дужках).
| 24 березня 2021 21:45 |

| Фінляндія        | 2:2                             | Боснія і Герцеговина          |
| ---------------- | ------------------------------- | ----------------------------- |
| - Пуккі 58', 77' | Протокол (ФІФА) Протокол (УЄФА) | - П'янич 55' - Стеванович 84' |

| Олімпійський стадіон, Гельсінкі Арбітр: Анастасіос Сідіропулос (Греція) |

| 24 березня 2021 21:45 (20:45 CET) |

| Франція        | 1:1                             | Україна        |
| -------------- | ------------------------------- | -------------- |
| - Грізманн 19' | Протокол (ФІФА) Протокол (УЄФА) | - Сидорчук 57' |

| Стад-де-Франс, Сен-Дені Арбітр: Тобіас Штілер (Німеччина) |

| 28 березня 2021 16:00 (20:00 ALMT) |

| Казахстан | 0:2                             | Франція                        |
| --------- | ------------------------------- | ------------------------------ |
|           | Протокол (ФІФА) Протокол (УЄФА) | - Дембеле 19' - Малий 44' (аг) |

| Астана Арена, Нур-Султан Арбітр: Олексій Кульбаков (Білорусь) |

| 28 березня 2021 21:45 |

| Україна             | 1:1                             | Фінляндія          |
| ------------------- | ------------------------------- | ------------------ |
| - Жуніор Мораес 80' | Протокол (ФІФА) Протокол (УЄФА) | - Пуккі 89' (пен.) |

| НСК «Олімпійський», Київ Арбітр: Іштван Ковач (Румунія) |

| 31 березня 2021 21:45 |

| Україна       | 1:1                             | Казахстан     |
| ------------- | ------------------------------- | ------------- |
| - Яремчук 20' | Протокол (ФІФА) Протокол (УЄФА) | - Мужиков 59' |

| НСК «Олімпійський», Київ Арбітр: Матей Юг (Словенія) |

| 31 березня 2021 21:45 (20:45 CEST) |

| Боснія і Герцеговина | 0:1                             | Франція        |
| -------------------- | ------------------------------- | -------------- |
|                      | Протокол (ФІФА) Протокол (УЄФА) | - Грізманн 60' |

| Грбавиця, Сараєво Арбітр: Даніеле Орсато (Італія) |

| 1 вересня 2021 17:00 (20:00 ALMT) |

| Казахстан              | 2:2                             | Україна                    |
| ---------------------- | ------------------------------- | -------------------------- |
| - Валіуллін 74', 90+6' | Протокол (ФІФА) Протокол (УЄФА) | - Яремчук 2' - Сікан 90+3' |

| Астана Арена, Нур-Султан Арбітр: Донатас Румшас (Литва) |

| 1 вересня 2021 21:45 (20:45 CEST) |

| Франція        | 1:1                             | Боснія і Герцеговина |
| -------------- | ------------------------------- | -------------------- |
| - Грізманн 40' | Протокол (ФІФА) Протокол (УЄФА) | - Джеко 36'          |

| Стад де ла Мено, Страсбург Арбітр: Сандро Шерер (Швейцарія) |

| 4 вересня 2021 16:00 |

| Фінляндія        | 1:0                             | Казахстан |
| ---------------- | ------------------------------- | --------- |
| - Пог'янпало 60' | Протокол (ФІФА) Протокол (УЄФА) |           |

| Олімпійський стадіон, Гельсінкі Арбітр: Сергій Іванов (Росія) |

| 4 вересня 2021 21:45 |

| Україна         | 1:1                             | Франція        |
| --------------- | ------------------------------- | -------------- |
| - Шапаренко 44' | Протокол (ФІФА) Протокол (УЄФА) | - Марсьяль 50' |

| НСК «Олімпійський», Київ Арбітр: Славко Винчич (Словенія) |

| 7 вересня 2021 21:45 (20:45 CEST) |

| Боснія і Герцеговина             | 2:2                             | Казахстан                      |
| -------------------------------- | ------------------------------- | ------------------------------ |
| - П'янич 74' (пен.) - Менало 86' | Протокол (ФІФА) Протокол (УЄФА) | - Куат 52' - Зайнутдінов 90+5' |

| Біліно Поле, Зениця Арбітр: Ігаль Фрід (Ізраїль) |

| 7 вересня 2021 21:45 (20:45 CEST) |

| Франція             | 2:0                             | Фінляндія |
| ------------------- | ------------------------------- | --------- |
| - Грізманн 25', 53' | Протокол (ФІФА) Протокол (УЄФА) |           |

| Парк Олімпік Ліонне, Ліон Арбітр: Деніц Айтекін (Німеччина) |

| 9 жовтня 2021 16:00 (19:00 ALMT) |

| Казахстан | 0:2                             | Боснія і Герцеговина |
| --------- | ------------------------------- | -------------------- |
|           | Протокол (ФІФА) Протокол (УЄФА) | - Превляк 25', 66'   |

| Астана Арена, Нур-Султан Арбітр: Давіде Масса (Італія) |

| 9 жовтня 2021 19:00 |

| Фінляндія   | 1:2                             | Україна                      |
| ----------- | ------------------------------- | ---------------------------- |
| - Пуккі 29' | Протокол (ФІФА) Протокол (УЄФА) | - Ярмоленко 4' - Яремчук 34' |

| Олімпійський стадіон, Гельсінкі Арбітр: Хесус Хіль Мансано (Іспанія) |

| 12 жовтня 2021 17:00 (20:00 ALMT) |

| Казахстан | 0:2                             | Фінляндія        |
| --------- | ------------------------------- | ---------------- |
|           | Протокол (ФІФА) Протокол (УЄФА) | - Пуккі 45', 48' |

| Астана Арена, Нур-Султан Арбітр: Халіс Озках'я (Туреччина) |

| 12 жовтня 2021 21:45 |

| Україна         | 1:1                             | Боснія і Герцеговина |
| --------------- | ------------------------------- | -------------------- |
| - Ярмоленко 15' | Протокол (ФІФА) Протокол (УЄФА) | - Ахмедходжич 77'    |

| Арена Львів, Львів Арбітр: Фелікс Цваєр (Німеччина) |

| 13 листопада 2021 16:00 (15:00 CET) |

| Боснія і Герцеговина | 1:3                             | Фінляндія                             |
| -------------------- | ------------------------------- | ------------------------------------- |
| - Менало 69'         | Протокол (ФІФА) Протокол (УЄФА) | - Форсс 29' - Лод 51' - О'Шонессі 73' |

| Біліно Поле, Зениця Арбітр: Майкл Олівер (Англія) |

| 13 листопада 2021 21:45 (20:45 CET) |

| Франція                                                                         | 8:0                             | Казахстан |
| ------------------------------------------------------------------------------- | ------------------------------- | --------- |
| - Мбаппе 6', 12', 32', 87' - Бензема 55', 59' - Рабйо 75' - Грізманн 84' (пен.) | Протокол (ФІФА) Протокол (УЄФА) |           |

| Парк де Пренс, Париж Арбітр: Гленн Нюберг (Швеція) |

| 16 листопада 2021 21:45 (20:45 CET) |

| Боснія і Герцеговина | 0:2                             | Україна                     |
| -------------------- | ------------------------------- | --------------------------- |
|                      | Протокол (ФІФА) Протокол (УЄФА) | - Зінченко 59' - Довбик 79' |

| Біліно Поле, Зениця Арбітр: Антоніо Матео Лаос (Іспанія) |

| 16 листопада 2021 21:45 |

| Фінляндія | 0:2                             | Франція                    |
| --------- | ------------------------------- | -------------------------- |
|           | Протокол (ФІФА) Протокол (УЄФА) | - Бензема 66' - Мбаппе 76' |

| Олімпійський стадіон, Гельсінкі Арбітр: Марко Гуїда (Італія) |

## Дисциплінарні покарання
Гравець автоматично пропускає наступний матч за наступні дисциплінарні порушення:
- Червона картка (відсторонення за червону картку може бути збільшене за серйозні порушення)
- 2 жовті картки у двох різних матчах (відсторонення за червону також поширюється і на плей-оф, але не на фінальний турнір чи подальші міжнародні матчі)

Гравці відбули (чи відбудуть) наступні дисциплінарні покарання:
| Команда              | Гравець             | Порушення                                                                | Відсторонено на матч(і)                    |
| -------------------- | ------------------- | ------------------------------------------------------------------------ | ------------------------------------------ |
| Боснія і Герцеговина | Амір Хаджіахметович | пр. Франції (31 березня 2021) пр. Франції (1 вересня 2021)               | пр. Казахстану (7 вересня 2021)            |
| Боснія і Герцеговина | Денніс Хаджикадунич | пр. Франції (31 березня 2021) пр. Казахстану (7 вересня 2021)            | пр. Казахстану (9 жовтня 2021)             |
| Казахстан            | Ісламбек Куат       | пр. Литви у Лізі Націй УЄФА 2020-21 (18 листопада 2020)                  | пр. Франції (28 березня 2021)              |
| Казахстан            | Стас Покатилов      | пр. України (31 березня 2021) пр. України (1 вересня 2021)               | пр. Фінляндії (4 вересня 2021)             |
| Казахстан            | Владислав Васильєв  | пр. України (1 вересня 2021) пр. Боснії і Герцеговини (7 вересня 2021)   | пр. Боснії і Герцеговини (9 жовтня 2021)   |
| Казахстан            | Ян Вороговський     | пр. України (31 березня 2021) пр. Фінляндії (12 жовтня 2021)             | пр. Франції (13 листопада 2021)            |
| Казахстан            | Бахтияр Зайнутдінов | пр. Боснії і Герцеговини (7 вересня 2021) пр. Фінляндії (12 жовтня 2021) | пр. Франції (13 листопада 2021)            |
| Фінляндія            | Єре Уронен          | пр. Уельсу у Лізі Націй УЄФА 2020-21 (18 листопада 2020)                 | пр. Боснії і Герцеговини (24 березня 2021) |
| Фінляндія            | Глен Камара         | пр. Боснії і Герцеговини (24 березня 2021) пр. України (28 березня 2021) | пр. Казахстану (4 вересня 2021)            |
| Фінляндія            | Расмус Шуллер       | пр. Боснії і Герцеговини (24 березня 2021) пр. Франції (7 вересня 2021)  | пр. України (9 жовтня 2021)                |
| Фінляндія            | Юкка Райтала        | пр. Боснії і Герцеговини (13 листопада 2021)                             | пр. Франції (16 листопада 2021)            |
| Франція              | Жуль Кунде          | пр. Боснії і Герцеговини (1 вересня 2021)                                | пр. України (4 вересня 2021)               |
| Україна              | Віталій Миколенко   | пр. Фінляндії (28 березня 2021)                                          | пр. Казахстану (31 березня 2021)           |
| Україна              | Олександр Зінченко  | пр. Казахстану (31 березня 2021) пр. Казахстану (1 вересня 2021)         | пр. Франції (4 вересня 2021)               |

## Позначки
1. ↑  EET (UTC+2) для матчів у березні та листопаді 2021, та EEST (UTC+3) для решти матчів.
2. 1 2  Матчі Україна ‒ Фінляндія та Україна ‒ Казахстан мали відбутися на стадіоні Арена Львів у Львові, але було перенесені на стадіон НСК «Олімпійський» у Києві через несприятливу епідеміологічну ситуацію у Львові.[4][5]